# Phoneyusa giltayi
Phoneyusa giltayi là một loài nhện trong họ Theraphosidae.
Loài này thuộc chi Phoneyusa. Phoneyusa giltayi được miêu tả năm 1946 bởi Laurent.